# Walter Winans
Walter Winans fue un tirador, escritor, criador de caballos, escultor y pintor estadounidense, nacido el año 1852 en San Petersburgo, Rusia y fallecido el 28 de octubre de 1943. Participó en los Juegos Olímpicos de Verano de 1908 y 1912. Ganó dos medallas de tiro deportivo: una de oro en Londres 1908 y una de plata en 1912. También ganó una medalla de oro por su escultura An American Trotter-El trotón estadounidense en Estocolmo en 1912. Además, Winans escribió diez libros.  
Junto al húngaro Alfréd Hajós, que fue en 1896 dos veces campeón olímpico en natación y 28 años más tarde obtuvo una medalla de plata en arquitectura, son los únicos atletas olímpicos ganadores de medallas olímpicas en disciplinas deportivas y artísticas.

## Datos biográficos
Hijo de los estadounidenses, William Louis Winans y Maria Ann de la Rue, nació el 5 de abril de 1852, durante las obras del ferrocarril Nikolayevskiy en San Petersburgo, Imperio Ruso. Su padre realizaba trabajos de construcción y Walter vivió en San Petersburgo hasta la edad de 18 años, tomando el juramento de fidelidad a la embajada de Estados Unidos. antes de salir de Kent, Inglaterra, para establecer su residencia.
En 1910 envió varios caballos a la Feria Nacional del Caballo en el Madison Square Garden de Nueva York.·
Debido a las actividades de su padre era financieramente independiente, y no mostró ningún interés en  actividades comerciales, por lo que cultivo sus inclinaciones atléticas y artísticas. Ganó doce campeonatos británicos consecutivos en tiro de pistola, y fue también criador de caballos y trotones con éxito. Entre 1868 y 1914, la revista inglesa Vanity Fair, incluía en la mayoría de sus ediciones una caricatura en litografía a página completa de  alguna celebridad contemporánea, le presentó dos veces, en 1893 ("The Record Revolver Shot") y en 1909 („Tracks and Triggers“). 
Fue cazador y tuvo los derechos de caza sobre alrededor de 250.000 acres (1000 km²) en Glen Strathfarrar, Glen Cannich y Glen Affric en las Tierras Altas de Escocia. Su arma de fuego favorita fue el revólver automático Webley-Fosbery (está a favor del Webley-Fosbery por encima de otras pistolas automáticas en la edición de 1901 de "The Art of Revolver Shooting", pero no se menciona en la edición de 1911 ni en el posterior Automatic Pistol Shooting o The Modern Pistol and How to Shoot it. En The Art of Revolver Shooting (El arte de disparar con revólveres) el Smith & Wesson (el modelo estadounidense o el ruso) es el revólver que más mencionaba, seguido del Colt en segundo puesto y del Webley en un pobre tercer puesto.

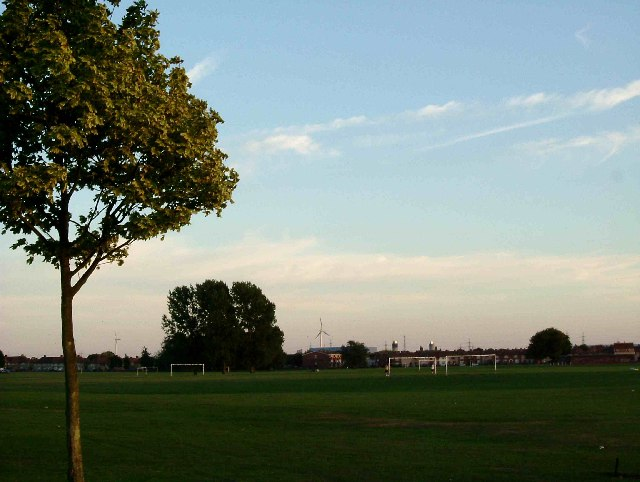
Parsloes Park.

Falleció en el hipódromo Parsloes Park, Dagenham, Essex el 12 de agosto de 1920. Participaba en una carrera de trote y poco antes de llegar a la meta sufrió un ataque al corazón, cayendo de su sulky. La causa última de la muerte fue probablemente una fractura en el cuello o una lesión en la cabeza como consecuencia de la caída de su carro. Poco antes de su muerte, había perdido una gran parte de sus activos, esencialmente acciones rusas, sin valor tras la Revolución de Octubre. En su testamento pareció no ser consciente de esta circunstancia. El hecho de haberse presentado siempre como estadounidense ante las autoridades fiscales británicas, aduciendo una estancia temporal en el país, provocó después de su muerte una investigación judicial sobre la cuestión de su residencia legal.

## Escultura
Obtuvo una medalla de oro en la competición de escultura de los Juegos Olímpicos de Estocolmo  del año 1912; entonces contaba con 60 años. Superó a George Dubois (plata). Presentó la escultura  de bronce titulada "An American Trotter "; que después de los partidos ante el Comité Olímpico Nacional de Suecia se trasladó a la exposición en el Museo Sueco del Deporte en Malmö. También publicó el año 1914 un libro titulado Animal Sculpture (Escultura animal).